# Ayyavazhi

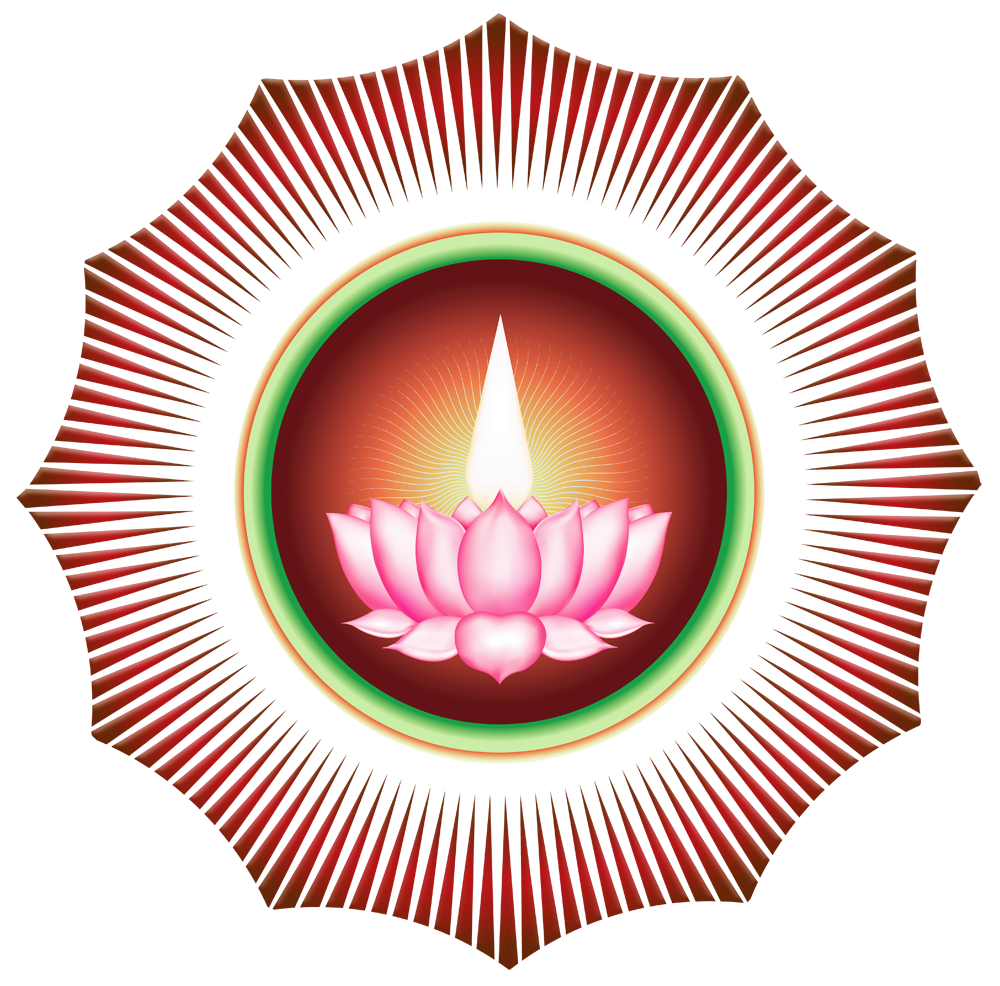
Il simbolo dell'Ayyavazhi; un fiore di loto che sorregge la fiamma numistica ("Namam"), la quale simboleggia l'Anima dell'universo, l'irrappresentabilità di Dio, nonché il suo nome più alto.

L'Ayyavazhi, chiamato anche Ayyavalismo o Ayyavaḻi, è un credo definibile come monista occasionalmente incluso tra le correnti dell'Induismo, sebbene venga considerata una religione separata da quest'ultima dai seguaci stessi, da diversi studiosi e in diverse fonti governative.
L'Ayyavalismo è incentrato sulla figura di Ayya Vaikundar, sulla sua vita e sui suoi insegnamenti contenuti nelle scritture ayyavali, ovvero l'Akilam e l'Arulnul. Oggi la religione ayyavali è maggiormente diffusa nel sud dell'India, dove nacque, in particolare in alcuni distretti del Tamil Nadu come Kanyakumari, Tirunelveli e Thoothukudi.
Per la presenza — nella dottrina ayyavali — del concetto del Dharma, è classificato tra le religioni dharmiche. Sebbene l'Ayyavazhi condivida molti concetti — in particolare mitologici e pratici — con l'Induismo, si differenzia da questo sotto parecchi e basilari aspetti, specialmente il concetto del contrasto tra bene e male, oltre che la visione della vita dopo la morte che alcuni associano alle idee abramitiche sul paradiso, a cui si aggiunge la esplicita condanna al sistema delle caste.

## Etimologia
Vi sono più teorie e interpretazioni sul significato del termine Ayyavazhi, in tamil அய்யாவழி, Ayyāvaḻi. Una possibile interpretazione è la via di Ayya, considerando dunque Ayya come il nome proprio di Ayya Vaikundar; una seconda interpretazione vuole che l'espressione significhi la via del padre, dato che ayya nella lingua tamil è spesso utilizzato con il significato di caro padre, papà; per altri il significato è la verità ultima del maestro, in quanto interpreterebbero ayya come maestro. Altre speculazioni sul significato del termine includono il sistema religioso del guru e la via dell'unione con Dio, in cui Ayya è visto come un nome stesso indicante la Divinità. In verità le interpretazioni possono essere molteplici — ed effettivamente ne sono state proposte molte altre — proprio per il fatto che i termini ayya e vali siano usati con una vastissima gamma di accezioni nella lingua tamil.

## Storia
La rapida diffusione di questa religione è stata per la prima volta notata dai missionari cristiani attivi nei nella metà del XIX secolo, per il crescente numero di fedeli che partecipavano ai culti di Ayya Vaikundar (1809/1810-1851), nello stato principesco del Travancore, nel sud dell'India.
Ayya Vaikundar nacque come col nome Muthukuttisamy, a Swamithope, villaggio nei pressi di Nagercoil. Apparteneva a una casta di basso grado sociale, i Cāṇārs/Nāṭār, in una parte dell'India dove il sistema delle caste era particolarmente rigido e oppressivo. Fin da giovane mostrò una certa devozione verso Visnù. Impiegato come scalatore della palma del genere Borassus (utilizzata per svariati usi, non ultima la produzione del vino di palma) e come agricoltore, subì diverse forme di discriminazione ed emarginazione.
Identificandosi pienamente tra le masse oppresse, Muthukuttisamy/Ayya interpretò la sua condizione e quella dei suoi simili come frutto di una perniciosa forza malefica, il Kālī (o Kaliyan), sia cosmica che personale, sia invisibile che tangibile attraverso svariati emanazioni ed eoni, la quale trovava massima espressione fisica nel maharaja di Travancore stesso, Swathi Thirunal Rama Varma (noto anche come "Thiruvithkanur"), che Ayya chiamava Kalineecan ("la personificazione del male").
Dichiarando sé stesso come un avatar di Visnù (secondo la tradizione la divinità si incarnò in lui il 4 marzo 1833), iniziò un progetto di emancipazione sociale che ebbe grande seguito tra le caste di basso livello, portando inevitabilmente a duri scontri con l'organizzazione dello stato del Travancore, oltre che a contrasti con i cristiani britannici, che nel XIX secolo tentavano di imporre le conversioni forzate in India.
Nel corso degli anni successivi Ayya nominò 5 discepoli ("cidar"), di cui la famiglia dei discendenti del primo (i "Payyan") gestisce tuttora a Swamithope il principale tempio ayyavali.
Gli insegnanti di Ayya continuarono ad essere trasmessi a lungo solo per via orale. I primi scritti apparvero attorno al 1918, la prima copia stampata dell'Arul Nool nel 1927 e dell'Akilam nel 1933.
Un rapporto della London Missionary Society del 1847, sei anni prima della morte di Ayya, riporta che attorno a Thengapattanam (sulla costa del Tamil Nadu), l'Ayyavazhi conta tra i Cāṇārs non meno di 10.000 aderenti.
Nel 2015, in tutto il mondo, sono stimati circa 700.000 aderenti.

## Teologia
L'Ayyavazhi ha una teologia che condivide alcuni aspetti con quella induista, ma prende apertamente e radicalmente le distanze da questa. Le differenze sono varie e profonde, e questo è uno dei motivi che fanno dell'Ayyavazhi una religione separata e diversa dall'Induismo. La religione ayyavali è un sistema indicato come monistico (o, altrimenti, enoteista) nato nella prima metà del XIX secolo nel sud dell'India, tuttavia presenta molte caratteristiche che la avvicinano anche alle idee panteistiche e possiede una distinzione abbastanza marcata tra il concetto di bene e il concetto di male, rendendola dunque anche una religione inferentemente dualistica. I due principi cosmici sono rappresentati rispettivamente da Dio e dal male primordiale, Kroni, sebbene quest'ultimo fosse scisso in sei entità, le quali furono progressivamente distrutte nel corso di sei ere. L'ultima parte, tuttavia, chiamata Kaliyan — spirito del male che può manifestarsi sulla terra — verrà distrutta solamente dopo il giudizio universale. Questa visione dualistica è stata causa di numerose controversie interne all'Ayyavazhi stesso, dato che i testi sacri della religione ayyavali sono incentrati più sul discorso dell'unione finale con la Divinità, che sulla dottrina escatologica della liberazione dal male per l'ottenimento di questa unione finale. Anche l'Arulnul, scritto probabilmente dai discepoli di Ayya — ovvero i "citar" — tratta di una concezione monistica piuttosto che dualistica. Molti ayyavali e molti studiosi sostengono inoltre che l'Ayyavazhi sia anche panteistico, in particolare per la presenza nel sistema dottrinale del concetto dell'Ekam, lo spirito cosmico di Dio — e la Divinità stessa nella sua espressione creativa — che permea tutte le cose che esistono. L'Ayyavazhi è monistico, ovvero insegna che Dio è uno — è il principio di tutto ciò che esiste — ma che non è un'entità uniforme, immobile e inattiva. Al contrario la Divinità è agente, immanente e donatrice di vita. L'universo è il prodotto della manifestazione di Dio, della sua creazione che si esprime perennemente attraverso la natura. Dio si può dire dunque che corrisponde al motore, alla fonte, all'energia che fluisce all'interno di ogni cosa dando a questa forma e vita. Dio non è singolare, è plurale, ovvero è manifesto nell'universo attraverso la molteplicità ed entra in contatto con chi lo contempla attraverso innumerevoli forme e sfaccettature, le quali corrispondono alle varie divinità, ovvero i nomi e le forme che Dio assume. Secondo la teologia ayyavali la Divinità si manifesta principalmente in forma tricefalica, vale a dire nei suoi tre principali aspetti — la Trimūrti —, ovvero Brahmā, il creatore dell'universo in cui si trova la Terra; Śiva, il distruttore; e Visnù il conservatore. Questi tre aspetti della Divinità sono quelli necessari al mantenimento dell'equilibrio cosmico, la creazione non esisterebbe senza la distruzione, ed entrambe non esisterebbero senza la conservazione, dalla quale scaturisce sempre il nuovo. Dio è dunque creatore, distruttore e conservatore allo stesso tempo. La Divinità è possibile inoltre che si incarni per entrare in contatto diretto con gli esseri viventi in grado di precepirne l'essenza; l'incarnazione si verifica con la formazione della cosiddetta Trinità, la quale è ancora una volta composta da tre aspetti: l'anima universale, l'Ekam; lo spirito, ovvero il Nārāyaṇa, corrispondente al dio Viṣṇu in grado di incarnarsi attraverso gli avatar; e infine il corpo fisico, ovvero una manifestazione della Divinità facente parte della realtà all'interno della quale si incarna.

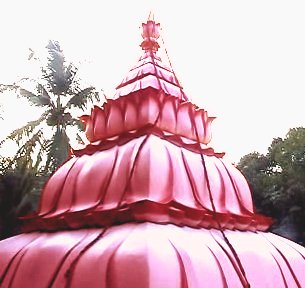
Cuspide di un tempio ayyavali.

Secondo gli ayyavali, Dio si sarebbe incarnato sulla Terra attraverso Ayya Vaikundar, suo figlio e profeta. I parallelismi con la dottrina cristiana — con la sua concezione della Divinità in tre persone — sono molto evidenti, sebbene il legame sia presente anche tra Cristianesimo e Induismo, tanto che quest'ultimo — come l'Ayyavazhi —, si propone come spiegazione più completa e approfondita ai misteri della stessa religione cristiana. L'Ekam (che in tamil ha un significato oscuro, grossomodo "l'uno ineffabile"), la Divinità, è un ente senza forma, infinito ed eterno. Dio non muta — sebbene sia attivamente espresso, come precedentemente spiegato — poiché è oltre il tempo e lo spazio, essendo la causa prima di ogni cosa, e quindi anche di queste limitazioni, dettate unicamente dai sensi dell'uomo. La teologia dell'Ayyavazhi si differenzia tuttavia rispetto alle altre teologie basate sul monismo. Tratta dell'Ekam, l'unità ultima di cui tutte le cose sono fatte, l'unità che sta dietro al velo che riveste la realtà, dato dai sensi umani.

## Dottrina
Gli ayyavali credono nella reincarnazione e nel Dharma Yuga, una dimensione in cui — una volta conclusosi il ciclo reincarnazionista — l'anima si reca. Nella mitologia ayyavali il paradiso è descritto come l'ottavo regno spirituale, l'ultimo, in cui è presente lo spirito di Ayya e gli spiriti dei Santror. Gli ayyavali condannano il sistema indiano della suddivisione in caste e rigettano il tradizionale utilizzo delle murti come iconografie sacre. Ayya introdusse infatti un elemento non antropomorfo per la rappresentazione della Divinità, ossia l'Elunetru, considerato come il trono simbolico della potenza divina, piuttosto che la potenza divina stessa, la quale è impossibile da rappresentare; il nome alternativo dell'Elunetru, vale a dire Asanam, significa infatti letteralmente "trono". L'Elunetru è solitamente posto nei palliyarai, ovvero i sancta sanctorum dei templi ayyavali. Dietro l'Asanam è sempre posto uno specchio che deve riflettere il fedele in preghiera. Lo specchio è fondamentale per il concetto della teologia ayyavali secondo cui Dio è all'interno di ogni cosa e ogni essere; la riflessione rende partecipe il fedele di questo mistero. I tre kumba che sormontano il sancta sanctorum dei templi sono le simbolizzazioni dell'essenza della Trinità ayyavali, di cui Nārāyaṇa si è incarnato prendendo la forma di Ayya Vaikundar. La dottrina dell'Ayyavazhi è strettamente correlata allo Smārta e all'Advaita Vedānta, in particolare per quanto riguarda le concezioni della Trimūrti. Come nell'Induismo tradizionale, anche la religione ayyavali concepisce tutti gli dèi come i vari aspetti di manifestazione di un unico Dio, l'Uno assoluto e infinito. Una differenza fondamentale tra la religione induista e la religione ayyavali sta sicuramente nel fatto che quest'ultima riconosca una figura molto simile al Satana delle religioni abramitiche, ovvero Kroni, che è la manifestazione primordiale del male, e si presenta sotto molteplici aspetti — come Rāvaṇa e Duryodhana — e in molteplici epoche e circostanze. Dio a sua volta si manifesta attraverso la pluralità delle divinità celesti, di cui Visnù può rendersi anche più accessibile all'uomo incarnandosi attraverso i suoi avatar, inclusi Rāma, Krishna e eventualmente lo stesso Ayya. Dio si incarna e si manifesta con lo scopo di porre fine al male e alla sofferenza. Kroni è concepito come lo spirito che governa il Kali Yuga attraverso il suo sesto frammento, Kaliyan. Lo Yuga attuale è considerato un'epoca nella quale il male e la corruzione sono più attivi e presenti nel mondo fisico. Gli ayyavali — come gli induisti — credono tuttavia che il Kali Yuga sia sul punto di concludersi. La carità e le azioni umanitarie sono di fondamentale importanza per il sistema dottrinale dell'Ayyavazhi; il culto si svolge almeno una volta la settimana e i fedeli recano al tempio offerte di vario genere chiamate (chiamate anna dharman).

### Etica
L'insegnamento etico dell'Ayyavazhi è contenuto principalmente all'interno dell'Akilam — oltre ad essere espresso dai simbolismi rintracciabili nella mitologia — ed è considerato un insieme di precetti trasmessi da Dio attraverso le divinità e i mistici, accumulati in vari luoghi e in vari periodi storici. Anche l'Arulnul detiene un insegnamento etico, legato in particolare ai pensieri e all'esperienza all'interno della religione ayyavali che condussero coloro che lo scrissero. Le virtù primarie sacralizzate dalle religiosità ayyavali sono i Nitam, delle rappresentazioni esemplari di quali dettami dovrebbero seguire la società, la popolazione umana e i governanti. Principale degli insegnamenti ayyavali è il rispetto della vita e il diretto contatto che questa deve avere con la natura. Quest'ultima è identificata come massima espressione della creatività di Dio nella perenne manifestazione dell'universo. La vita suggerita dal sistema Nitam è una vita fatta di spiritualità, e questa spiritualità va ricercata nella bellezza della natura e del mondo che circonda l'uomo. Un'altra fonte che rappresenta uno dei cardini dell'etica ayyavali sono i Vincai, ovvero una serie di regole che Dio comunicò direttamente al suo figlio e profeta Ayya, incarnandosi in questi attraverso la manifestazione di Viṣṇu. La carità e le questioni umanitarie sono le colonne portanti di questa serie di insegnamenti, e accompagnano il cammino che l'essere umano può percorrere per giungere all'unione con l'uno infinito. Parallelamente a tutto questo sistema, e posto ad un livello di valore superiore, è l'amore; questo è considerato il motore che dovrebbe guidare tutti gli uomini, aiutandoli nella sconfitta del male — il Kalimayai, l'illusione causata dalla preponderanza maligna di Kaliyan nella sua era, il Kali Yuga — e nel raggiungimento dell'obiettivo ultimo della salvezza in Dio.

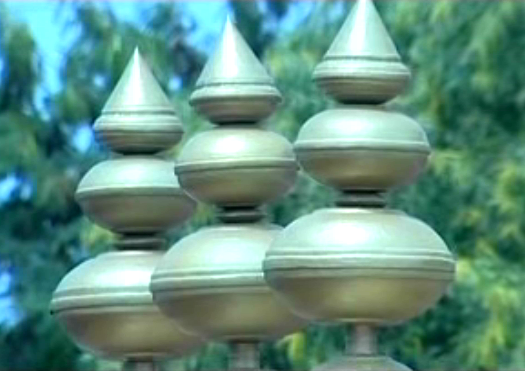
I tre kumba che sormontano i sancta sanctorum dei templi; rappresentano la Trinità.

### Liturgia
In aggiunta ai concetti filosofici e mitologici, i rituali ayyavali rappresentano una parte importante della dottrina religiosa. Molti dei riti e dei simboli tradizionali sono riportati dagli stessi testi sacri, in particolare dall'Akilam; molti altri appartengono invece a tradizioni religiose antecedenti la nascita dell'Ayyavazhi. Si tratta soprattutto di pratiche derivate dallo sciamanesimo diffuso nelle aree del sud indiano, oppure di rituali derivati dalla dottrina stessa dell'Induismo, religione da cui l'Ayyavazhi ha inevitabilmente tratto molti elementi. Certi riti possono essere praticati solo all'interno dei templi pathi, altri vengono invece officiati in qualsiasi tempio o — in alternativa — in luoghi considerati particolarmente numinosi, come caverne o boschi. Una pratica molto importante è quella del vegetarianesimo, di cui viene espressa l'enfasi sia nell'Akilam sia nell'Arulnul. Pare che da una pratica diffusa nel passato tra i fedeli dell'Ayyavazhi, volta a proteggere questi dalle malattie prima di avere accesso ai templi, si sia evoluta e trasformata in una pratica a tutti gli effetti religiosa, quella del bagno rituale. Questa abluzione completa viene eseguita dai fedeli ogni volta che vogliono entrare in un tempio ayyavali; i luoghi di culto allestiscono spesso fonti all'esterno per permettere questa usanza. Il Thirumanam (che letteralmente significa "il santo nome di Dio") è un segno distintivo dei fedeli ayyavali. Si tratta di un marchio bianco che i fedeli usano disegnarsi tra gli occhi, rappresentando la fiamma sacra del fiore di loto, simbolo della Divinità stessa, ineffabile e irrappresentabile. Il segno deriva probabilmente dall'usanza tipica delle tradizioni induiste del disegnare marchi simili sempre tra gli occhi del fedele; e presenta affinità in particolare con i simboli utilizzati dai vaishnava e dagli śivaiti. I fedeli maschi usano solitamente portare un turbante all'interno dei templi, per venerare la Divinità. Anche questa usanza si è andata a consolidare nel tempo all'interno della dottrina ayyavali, e oggi rappresenta un elemento di distinzione che permette un'ulteriore separazione dell'Ayyavazhi dall'Induismo. Il rituale più importante di tutti è tuttavia quello rivolto direttamente alla Divinità, consistente in particolare in offerte di cibo, incensi, candele e fiori. Questo rito collettivo viene chiamato panividai (che letteralmente è traducibile come "servizio"); si svolge all'interno dei templi al cospetto dell'Elunetru — il simulacro simbolico di Dio —, uno specchio, unico oggetto che possa esprimere la natura divina, ovvero il fatto che Dio è un'entità immanente, che permea tutte le cose. Il servizio comune include solitamente delle preghiere e inni cantati, oltre che dei rituali estatici e di contatto diretto con le divinità. Questa messa è considerabile un corrispondente del pūjā che viene celebrato nell'Induismo. Le preghiere che fanno parte del rituale sono andate formandosi nella storia dell'Ayyavazhi; inizialmente canti popolari, si sono trasformate in vere e proprie liturgie ben definite e complesse. La preghiera che prende luogo la mattina o la sera, viene chiamata Ukappatippu o Ukappattu. Si basa essenzialmente sull'esaltazione della natura divina di Ayya e della sua missione nella distruzione del male per l'instaurazione del Dharma Yuga. Altre formule liturgiche includono l'Ucippatippu, una sorta di inno incantatorio che tratta della natura di Dio stesso; il Vasappatippu, una preghiera ripetitiva attraverso la quale viene invocata la prosperità; e infine il Potippu, un'altra preghiera che esalta la vita e invoca la protezione della Divinità, recitata oggi all'inizio delle messe. Lo sciamanesimo è un elemento che ancora oggi caratterizza molti rituali ayyavali, come le precedentemente citate pratiche estatiche che vengono eseguire durante alcune cerimonie. Tali espressioni ritualistiche si basano soprattutto sulla possessione spirituca, e introducono l'Ayyavalismo in una dimensione che potrebbe essere definita esoterica. Le persone si crede vengano possedute dall'essenza delle divinità o di Dio stesso, che attraverso un corpo umano rende disponibili i suoi precetti. L'Akilam legittimizza le pratiche sciamaniche come atti di devozione, e l'Arulnul fa lo stesso, parlando delle pratiche di divinazione che possono essere praticate nei templi. Anche se riconosciuto dai testi sacri, lo sciamanesimo viene comunque considerato una bassa forma di culto, oppure come una pratica che può essere riservata per l'iniziazione dei discepoli alla metafisica. D'altra parte, nonostante quanto affermato finora, in parecchi templi i riti sciamanici vengono fortemente criticati da un grande numero di ayyavali, e spesso considerati come espressione di una falsa divinità emanata da Viṣṇu, citata anche nell'Akilam.

### Mitologia
Ruolo importante nell'Ayyavazhi è quello della mitologia. Questa narra di eventi storici o meno che accaddero nel passato, accadono nel presente, o accadranno nel futuro. La mitologia ayyavali suddivide il tempo in tre ere o Yuga: l'era dei Santror (ovvero l'epoca primordiale, in cui i Santror — i sette primi uomini — vivevano sulla Terra), il Kali Yuga e il Dharma Yuga (la nuova era, iniziata con la fondazione dell'Ayyavazhi, religione che porterà l'uomo di nuovo in stretto rapporto con il divino). Strettamente associata alla mitologia dell'Induismo, quella dell'Ayyavazhi è fortemente basata sull'idea di una sintesi simbolica di concetti religiosi e sociali. Il numero degli Yuga e degli avatar che segnarono o segneranno ciascuno di questi è una delle caratteristiche che accomuna la concezione ayyavali da quella induista, sebbene l'Ayyavazhi si distanzi dall'Induismo in quanto mentre quest'ultimo proclama la venuta futura dell'avatar Kalki, la religione ayyavali sostiene che il Kali Yuga non sia stato chiuso da Kalki, bensì dalla Trinità ayyavali, incarnatasi poi in Ayya, iniziatore del Dharma Yuga. Un'altra discrepanza è ad esempio la concezione del male, che mentre nell'Induismo non esiste, nell'Ayyavazhi è personificato nella figura di Kroni, e del suo ultimo spirito, Kaliyan — che non equivale alla dea Kālī, un aspetto di Dio e concezione unicamente induista. I miti ayyavali narrano inoltre — sfociando in ambito teologico — dell'incarnazione di Dio nell'era attuale — il Kali Yuga —, la quale avrebbe portato al termine dell'era dominata dal male per porre inizio al Dharma Yuga, un nuovo tempo di forte vicinanza spirituale alla Divinità. Questa incarnazione è secondo l'Ayyavazhi il suo fondatore, Ayya Vaikundar.
|   | Yuga          | Chakra     | Asura                         | AVATAR            |
| - | ------------- | ---------- | ----------------------------- | ----------------- |
| 1 | Neetiya Yuga  | Bindu      | Kroni                         | Nārāyaṇa / Visnù  |
| 2 | Chathura Yuga | Muladara   | Kundomasali                   | Mayon             |
| 3 | Netu Yuga     | Svadistana | Tillaimallalan e Mallosivanan | Tirumal           |
| 4 | Kretha Yuga   | Manipura   | Surapadman e Iraniyan         | Muruga e Narasima |
| 5 | Tretha Yuga   | Anata      | Rāvaṇa                        | Rāma              |
| 6 | Dwapara Yuga  | Visudda    | Duryodana                     | Krishna           |
| 7 | Kali Yuga     | Ajna       | Kaliyam                       | Trinità           |
| 8 | Dharma Yuga   | Sasrara    | Nessuno                       | Ayya Vaikundar    |

### Regole di Ayya
Le regole di Ayya sono i precetti che il dio Viṣṇu avrebbe comunicato direttamente ad Ayya Vaikundar permettendogli di fondare una nuova religione. Nārāyaṇa si incarnò in Ayya Vaikundar attraverso il contatto di questi con il mare che bagna Thiruchendur. Vaikundar acquisì la consapevolezza del segreto legato all'incarnazione a Veiyelal (la madre di Sampooranathevan, conosciuto come Muthukutti nella storia umana) e al suo viaggio verso Detchanam. A quei tempi Murga lo incontrò, e cadde ai suoi piedi guardando verso nord. Ayya disse a Muruga che era venuto per distruggere il Kalyian e stabilì delle regole o atti:
- Non accettare oblazioni.
- Non accettare le pūjā.
- Non accettare sacrifici.
- Modera i desideri.
- Sii genuino.
- Non lasciare che il velo di Maya ti governi.
- Non accettare le feste dei carri templari.
- Non accettare venerazione.
- Non accettare l'alatthi.
- Non accettare che qualcuno si inchini a te.
- Non accettare i soma.

### Escatologia
Il dualismo caratteristico dell'Ayyavazhi, rende il concetto ayyavali della salvezza qualcosa di abbastanza differente rispetto alla concezione induista. Gli ayyavali credono che l'anima sia una parte dell'Ekam, lo spirito divino che permea l'universo]
. Dunque tutte le persone, tutti gli esseri viventi, sono in realtà parte di Dio; la materia di cui sono fatti è Dio, il quale è però anche qualcosa di ancor più profondo, ovvero un intelletto mistico che si incarna nel corpo fisico di ogni uomo pervadendolo con il suo spirito, l'Ekam. La salvezza escatologica perseguita dai fedeli della religione ayyavali consiste nell'unione di quest'anima all'Uno; l'anima, dopo la morte, si reintegra con la matrice della quale è sempre stata parzialmente una falange, ovvero lo spirito di Dio. L'anima giunge all'unione con la Divinità e ha accesso ad un eterno stato di beatitudine, molto simile alla concezione del paradiso delle religioni abramitiche. L'Ayyavazhi sostiene però anche la reincarnazione, infatti i fedeli credono che l'anima si incarni nel mondo spirituale, nel paradiso, e da qui abbia inizio un nuovo livello di esistenza nel Dharma Yuga. La concezione della vita dopo la morte è definibile, alla luce di quanto detto finora, una commistione tra il sistema abramitico e il sistema dharmico. L'anima, per poter giungere felicemente alla nuova vita, deve però evitare le insidie di Kaliyam, l'ultima potenza di Kroni. Deve schierarsi contro il male sulla Terra per raggiungere senza problemi il paradiso.

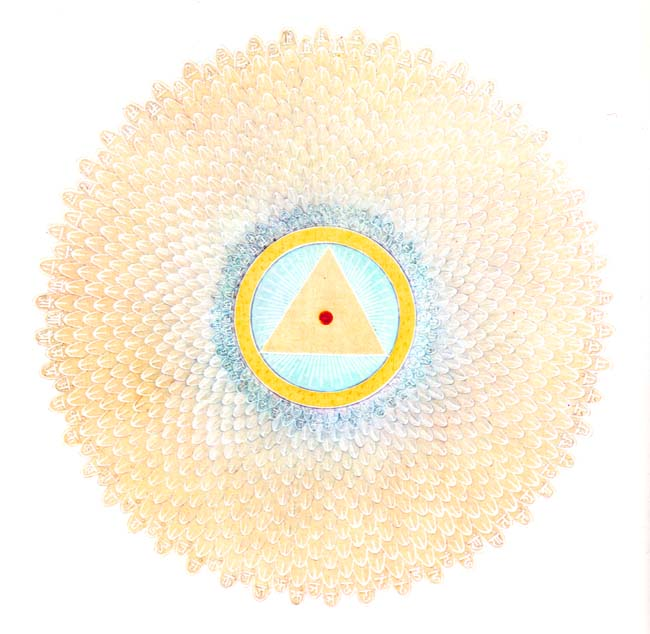
Il Sahasrara, versione più complessa del loto sacro. Rappresenta Dio e il Dharma Yuga.

## Insegnamenti
Mentre la maggior parte degli insegnamenti chiave ayyavali possono essere reperiti all'interno dell'Akilam, alcuni altri precetti sono collezionati in un insieme di vari libri scritti dai primi discepoli di Ayya e raccolti nell'Arulnul. Come la dottrina del Dharma, anche gli altri insegnamenti dell'Ayyavazhi coprono due campi: quello sociologico e quello mistico. I precetti sociali riguardano in particolare l'approccio che l'uomo deve avere con il prossimo, alla base del quale non deve sussistere alcun tipo di discriminazione o di divisione della società. Gli insegnamenti mistici pongono il proprio punto focale sulla concezione dello spazio e del tempo, e sull'interpretazione spirituale di questi. L'uomo può mantenere un rapporto con la Divinità, chiamata essa stessa Ayya nei libri, ovvero caro padre. L'Ayyavazhi condanna esplicitamente il sistema castale e questa opposizione fu la causa di alcuni sconvolgimenti sociali verificatisi nel Travancore, zona conosciuta per la forte enfasi del sistema delle caste. Sin dall'inizio l'Ayyavazhi prese una posizione decisa contro l'oppressione sociale e politica. Per tutti questi motivi la figura di Ayya è vista spesso anche come esempio di personalità riformatrice e innovatrice. La mistica ayyavali enfatizza fortemente l'unione con l'unità suprema, e, nonostante alcuni cambiamenti teologici questa concezione è stata mantenuta tale. L'unione con Dio è tuttavia contrastata dal male, il quale si insidia nella vita dell'uomo impedendogli il raggiungimento dell'illuminazione. L'intera esistenza universale è vista come un'immensa natura fatta di continui mutamenti, evoluzionistici o involuzionistici, l'Ekam. L'anima umana è concepita come un'entità che cambia in base allo spazio e al tempo in cui si trova, ed è soggetta inoltre alle forze del male. Ogni cosa è un prodotto, una manifestazione dell'Ekam, che è in un certo senso l'energia primordiale da cui tutto ha origine, la suprema coscienza. L'anima dell'uomo — essendo essa stessa un'emanazione dell'Ekam — è pregna della sua energia e delle sue qualità. Ognuna di queste anime è inoltre un riflesso dell'anima dell'universo, una sfaccettatura dello spirito che permea tutte le cose — e questo è uno dei significati legati alla venerazione degli specchi. L'uomo, per giungere all'unione con Dio, deve dapprima privarsi del velo di Maia, deve cioè riuscire a concepire l'esistenza come quello che realmente è, vale a dire una manifestazione del tutto. L'uomo deve capire che Dio è immanente, che costituisce l'universo con il suo spirito eterno, l'Ekam. Tutte le anime di qualsiasi essere vivente sono considerate le tante braccia di Ekam, della Divinità, dello spirito cosmico. Per quanto riguarda l'insegnamento che può derivare dall'approccio dell'Ayyavazhi con altri sistemi religiosi, questo è applicato — nell'universo religioso e culturale ayyavali — in modo sia inclusivistico sia esclusivistico. L'Ayyavazhi infatti accetta la presenza di una molteplicità di religioni, accetta il fatto che un'opinione comune per tutti gli uomini non esiste e non esisterà mai, dato che la molteplicità corrisponde alla natura dell'uomo e al suo modo di percepire le cose. Dunque la religione ayyavali riconosce come valide le divinità dell'Induismo, il concetto islamico di Allah, e differenti aspetti di altre religioni. L'Ayyavazhi, come l'Induismo, tende inoltre ad inglobare il Cristianesimo, dato che questo e le dottrine di questo, sono spiegate e reinterpretate secondo l'ottica ayyavali. Gesù, come accade nella religione induista, è infatti visto come un avatar, una delle tante incarnazioni di Viṣṇu sulla Terra.

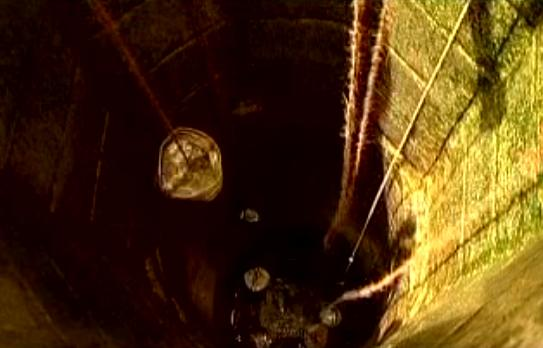
Il pozzo delle abluzioni presso un tempio.

L'esclusivismo della religione ayyavali scaturisce proprio dalla stessa capacità inclusivista; infatti dal momento in cui concetti quali l'Allah islamico e il Gesù cristiano vengono fagocitati dal complesso sistema ayyavali, risultano conseguentemente annullati da questo. L'universalismo esclusivistico ayyavali accetta la figura di Gesù come un possibile avatar, ma rigetta il Cristianesimo e la Bibbia, considerandoli elaborazioni umane, incomplete rispetto alla rivelazione introdotta dal profeta Ayya. Allo stesso modo l'Ayyavazhi accetta gli avatar dell'Induismo, ma non ne accetta i Veda e le altre sacre scritture; accetta il concetto di Allah come un'interpretazione dell'Ekam, ma rigetta l'Islam e le idee che questo propone.

## Testi e luoghi sacri
I libri sacri dell'Ayyavazhi sono l'Akilam (conosciuto estensivamente anche come Akilattirattu Ammanai) e l'Arulnul. Questi libri contengono le basi della dottrina, della morale, della filosofia e della mitologia ayyavali. L'Akilam sembra sia stato scritto a un discepolo chiamato Hari Gopalan, il quale avrebbe trascritto le parole comunicate a sua moglie Laksmi direttamente dal dio Viṣṇu. La seconda scrittura sacra della religione ayyavali è l'Arulnul, un testo composto da vari libri e che si crede sia stato scritto dai vari discepolo durante la loro vita, sotto ispirazione divina. I due testi dell'Ayyavazhi contengono dettami anche sul culto e sulle profezie ayyavali. Entrambi i testi, nella loro prima versione, furono scritti in lingua tamil. Per quanto riguarda i luoghi considerati santi dall'Ayyavazhi, questi sono essenzialmente quelle aree del sud dell'India in cui il figlio di Dio avrebbe sostato durante la sua vita terrena. In queste aree sorgono solitamente degli importanti templi, e sono le zone di destinazione di gran parte dei pellegrinaggi dei fedeli. Il luogo sacro più importante è sicuramente Swamithoppe, dove sorge il tempio centrale dell'Ayyavazhi. Esistono nonostante tutto alcune controversie sulla natura numistica o meno dei luoghi santi proclamati dall'Ayyavazhi. Il dubbio sorge nel momento in cui non si conosce alla perfezione il viaggio che Ayya condusse durante la sua predicazione; pertanto molti dei luoghi oggi proclamati come sacri dalla religione ayyavali sono considerati tali da una fetta di fedeli, mentre un'altra porzione di questi ritiene inutile considerare importanti zone di cui non si ha la sicurezza vi abbia risieduto il profeta. Un esempio di queste aree al centro di polemiche è l'Avatharappathi, la zona in cui — secondo la tradizione —, Vaikundar sarebbe emerso dalle acque come incarnazione terrena del dio Viṣṇu. Il luogo è menzionato dall'Akilam, mentre l'Arulnul non ne parla. Altro luogo importante, e meno dibattuto di altri, è l'area naturale del Marunthuvazh Malai, luogo in cui — secondo alcuni miti — Ayya sarebbe stato soggetto di un tentativo di omicidio da parte di alcuni detrattori, i quali avrebbero cercato di ucciderlo offrendogli del latte avvelenato.

## Templi e simbologia
Gli ayyavali hanno stabilito, nel corso del tempo, numerosi templi per il culto della loro religione. Questi edifici religiosi si distinguono essenzialmente in due tipologie: i templi maggiori (chiamati pathi) e i templi minori (chiamati nizhal tangal). I primi sono i templi più importanti e più grandi, che vengono solitamente costruiti nei luoghi considerati più significativi; i secondi sono invece dei templi ordinari, costruiti ovunque e non necessariamente grandi. In entrambe le tipologie di struttura templare si svolgono comunque gli stessi tipi di cerimonie, e si apprende la religione ayyavali. In mancanza di una Chiesa organizzata e di un clero, l'Ayyavazhi o ha posto il suo centro presso il tempio di Swamithoppe, il quale però non amministra gli altri templi, i quali vengono infatti mantenuti e gestiti da comunità locali. I templi minori sono quelli che di solito amministrano le importanti attività umanitarie promosse dalla spinta etica dell'Ayyavazhi. Il simbolo dell'Ayyavazhi — ufficialmente riconosciuto dagli anni quaranta del XX secolo — è un fiore di loto che sorregge la fiamma bianca sacra, chiamata Namam, la quale simboleggia l'Anima dell'universo, l'irrappresentabilità di Dio, nonché il suo nome più alto. Il loto rappresenta il chakra più importante della religione induista e di quella ayyavali, ovvero il Sahasrara, rappresentato a sua volta — solitamente — come un fiore dai mille petali per l'Induismo e dai milleotto petali per l'Ayyavazhi. Il numero milleotto — sebbene anche nella tradizione ayyavali sia utilizzato in alternativa al classico mille — è particolarmente importante poiché, oltre ad apparire in numerosi passi dell'Akilam e dell'Arulnul, corrisponde all'anno in cui si incarnò Ayya, calcolato con il calendario tradizionale. Sempre secondo alcune citazioni dei testi sacri ayyavali, inoltre, il Sahasrara sarebbe una rappresentazione del Dharma Yuga che ha avuto inizio con l'incarnazione di Ayya. Questo senso di lettura è riconducibile al fatto che gli Yuga della mitologia vengono spesso interpretati come una rappresentazione simbolica degli otto chakra, i punti cardine dell'energia mistica che fluisce attraverso il corpo umano.

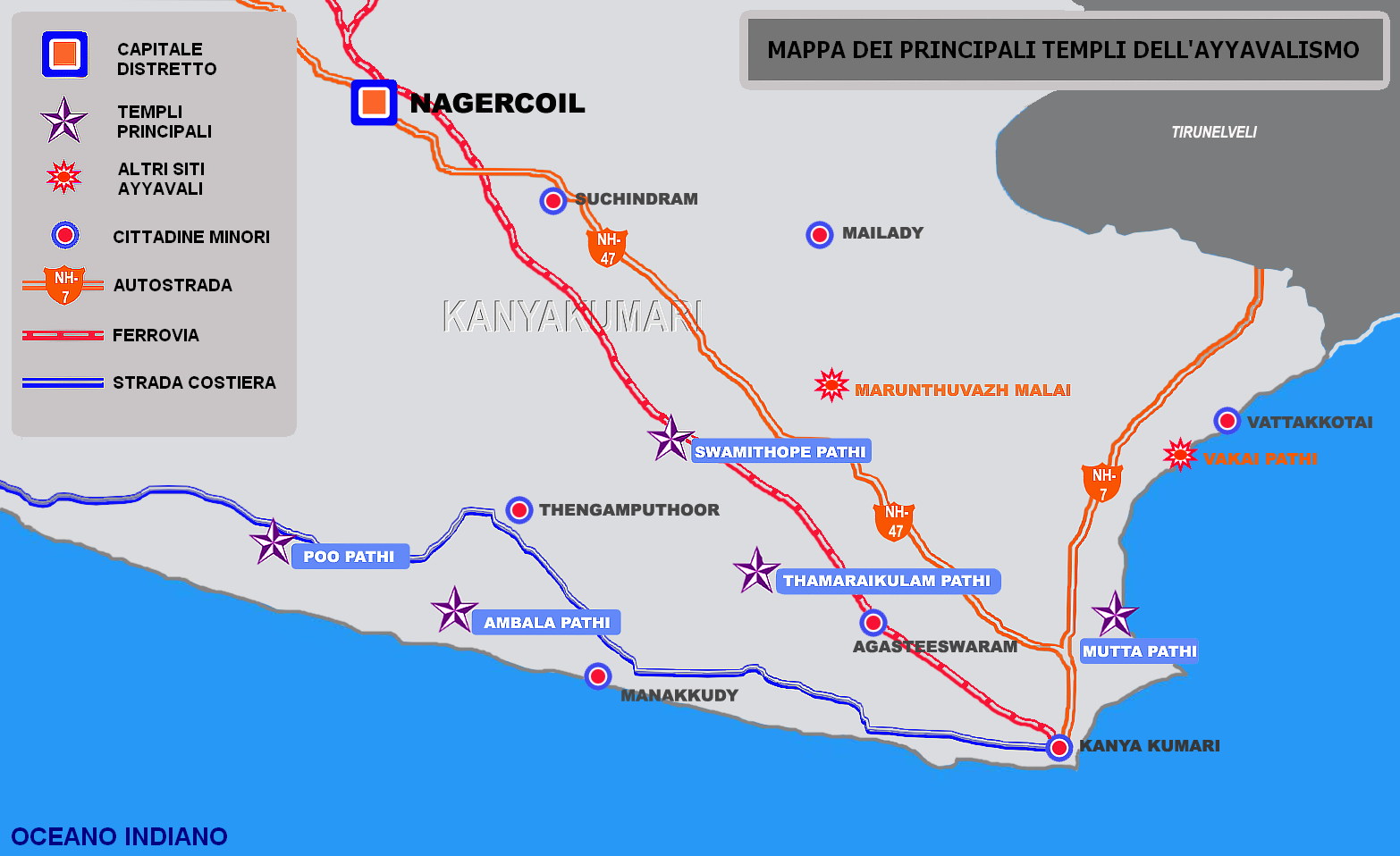
Mappa dettagliata sulla locazione dei principali templi ayyavali.

## Organizzazione
Una delle caratteristiche preminenti del culto ayyavali è la sua semplicità. Le preghiere esprimono il sentimento religioso in maniera chiara ed efficace e l'assenza di iconografia religiosa rende la comprensione del divino più immediata. Probabilmente è per questi motivi che l'Ayyavazhi è penetrato così radicatamene, ormai, nelle comunità del sud del Tamil Nadu e del sud del Kerala, luoghi in cui è diventato molto difficile trovare un villaggio in cui non ci sia un tempio ayyavali. La struttura religiosa si è evoluta nel solco delle sacre scritture ed è andata affermandosi come un sistema religioso a tutti gli effetti nuovo. I fedeli chiamano la loro religione "il sentiero di Dio", con l'espressione Ayya vali, e sostengono che la loro religione sia stata annunciata per diffondersi in tutto il mondo, unificando il genere umano all'insegna di un'unica fede. D'altro canto, tuttavia, gli ayyavali riconoscono la dignità e la validità delle altre religioni. Oggi l'Ayyavazhi non è organizzato in modo uniforme, sebbene si stia indirizzando verso questa forma di strutturazione. Le messe e i cerimoniali comuni, oltre che le processioni e la costruzione dei templi, vengono in massima parte gestite dalle comunità dei fedeli sparpagliate nel sud dell'India. A parte per la condanna al sistema delle caste che rende i suoi fedeli invisi alle gerarchie più elevate ma di converso più vicini alle masse, l'Ayyavazhi si trova in buoni rapporti con l'Induismo, in particolare per le molte basi comuni. Le divinità induiste venerate dai locali che si convertono all'Ayyavazhi non vengono — nella maggior parte dei casi — negate, ma addirittura si sta avviando un forte processo di — si può dire — induistizzazione del comparto teologico ayyavali. I fedeli continuano infatti, spesso, a venerare Kālī, Durgā, Gaṇeśa e tutte le altre divinità tipicamente induiste, sempre e comunque aspetti dell'unica divinità.